# Новороссийский
Новоросси́йский — посёлок в Рубцовском районе Алтайского края. Административный центр Новороссийского сельсовета.

## История
Основан в 1922 году. В 1928 году посёлок Ново-Российский состоял из 76 хозяйств, основное население — русские. В административном отношении являлся центром Ново-Российского сельсовета Рубцовского района Рубцовского округа Сибирского края. В 1931 году состоял из 75 хозяйств, находился в составе Тишинского сельсовета Рубцовского района.

## Население
| 1926 | 1931 | 1997 | 1998 | 1999 | 2000 | 2001 |
| ---- | ---- | ---- | ---- | ---- | ---- | ---- |
| 414  | ↘325 | ↗696 | ↘695 | ↘689 | ↗713 | ↘704 |
| 2002 | 2003 | 2004 | 2005 | 2006 | 2007 | 2008 |
| ↘699 | ↗706 | ↘700 | ↗714 | ↘713 | ↘707 | ↗710 |
| 2009 | 2010 | 2011 | 2012 | 2013 |      |      |
| ↘685 | ↘621 | ↘620 | ↗623 | ↗631 |      |      |

## Улицы
| - ул. Гагарина, - ул. Молодёжная, - ул. Рубцовская, | - ул. Садовая, - пер. Центральный, - ул. Юбилейная. |